# Sly Raccoon
Sly Cooper and the Thievius Raccoonus (conocido como Sly Raccoon en las regiones PAL) es un videojuego de plataformas y sigilo de 2002 desarrollado por Sucker Punch Productions y publicado por Sony Computer Entertainment para la PlayStation 2. Es la primera entrada de la serie Sly Cooper. El juego sigue al titular Sly Cooper y su pandilla, Bentley la Tortuga y Murray el Hipopótamo, en su misión de recuperar las páginas perdidas del "Thievius Raccoonus" (un libro que enumera todas las técnicas de ladrón creadas por los antepasados de Sly) de una banda rival conocida como los Cinco Demonios.
Sly Cooper fue elogiado por sus logros técnicos, en particular el uso de una variación del sombreado de celdas para crear una sensación de cine negro sin dejar de representar una película animada dibujada a mano, y criticado por ser demasiado corto. Al juego le siguieron tres secuelas: Sly 2: Band of Thieves (2004), Sly 3: Honor Among Thieves (2005) y Sly Cooper: Thieves in Time (2013). Los primeros tres juegos fueron remasterizados y lanzados como The Sly Collection para PlayStation 3 y PlayStation Vita el 16 de abril de 2014. Sly Cooper se relanzó digitalmente en PlayStation 4 y PlayStation 5 el 11 de junio de 2024.

## Historia
Sly Raccoon se ambienta en un mundo habitado por criaturas antropomorfas, animales casi en exclusiva. Al comienzo, se presenta la historia de Sly Cooper, un mapache descendiente de una antigua familia de maestros del robo que usaban sus habilidades para robar a bandas enemigas, gobiernos corruptos y sindicates del crimen, en lugar de a inocentes. Los Cooper recopilaban todas sus habilidades, viajes y secretos en un libro familiar titulado el Latronis Mapáchivus (Thievius Raccoonus), el cual Sly había de heredar algún día. Sin embargo, una noche, la banda conocida como “los Cinco Malvados” (Fiendish Five, “Los Cinco Diabólicos”) -liderada por Clockwerk, una lechuza-robot que detesta al linaje Cooper- asesina al padre de Sly, siendo éste aún un niño. “Los Cinco Malvados” roban el Latronis Mapáchivus, repartiéndoselo en cinco partes, cada una para uno, y tras esto, huyen a sus respectivas guaridas. De este modo, Sly acabó en el orfanato “El Feliz Campista” (Happy Camper), dónde conoció a sus mejores amigos, la tortuga Bentley y el vivaracho hipopótamo Murray. Sly y sus amigos dejan el orfanato para formar la banda llamada “La Banda de Cooper” (The Cooper Gang), cuyas actividades llaman la atención de una inspectora de la Interpol, Carmelita Fox, que hace de su misión capturarles, pese a que Sly despierta en ella cierto interés romántico.
Sly descubre el paradero de “los Cinco Malvados” tras robar unos informes de la oficina de Carmelita Fox, y junto con Bentley y Murray planean recuperar el libro robado. Sly se ocupa de adentrarse en los dominios de los otros cuatro miembros de la banda y recuperar el libro, Bentley se ocupa de descubrir el lugar dónde Clockwek se esconde gracias a los datos que obtienen de los otros cuatro malvados, Murray se encarga de la conducción y de ocuparse de los enemigos difíciles, mientras que Carmelita les sgue la pista y les pisa los talones. Sly, Murray y Bentley asaltan la Fortaleza de Clockwerk, pero se ven obligados a separarse y Sly continúa solo. Sly encuentra a Carmelita confinada en una habitación e intenta salvarla pero él resulta atrapado también, en ese momento Clockwerk aparece en unos monitores burlándose de Sly y de su “patética debilidad de ser caballeroso” y abre unas compuertas que lo inundan todo con gases mortales. Bentley usa su ordenador para piratear el sistema de Clockwerk y liberar a Sly y a Carmelita de los gases. Carmelita crea con su arma una salida de la sala y se decide a crear una alianza temporal con Sly, a quién le explica que su mochila a reacción podrá ayudarle a defenderle de Clockwerk, el cual está en lo más alto de una torre. También le promete que la próxima vez que lo vea le dará una ventaja de diez segundos para huir. Finalmente, Sly usa la mochila a reacción de Carmelita y acaba con Clockwerk, además de recuperar por completo el Latronius Mapáchivus, sin embargo vuelve a verse con Carmelita. Esta cumple su promesa y le da a Sly la ventaja de diez segundos que le prometió. Sly, después de usar nueve de esos segundos en permanecer frente a ella, utiliza su oportunidad para besarla, y aprovechando que está distraída la exposa para que no pueda perseguirle, y así escapar con su banda. Sin que ninguno de ellos lo sepa, un ojo del destrozado robot que es Clockwerk se abre, dando a entender que éste continúa vivo. Se puede desbloquear una segunda escena final una vez se hayan abierto todas las cajas fuertes del juego, en la escena, Sly habla de que ha aprendido todas las habilidades de sus ancestros y que ha decidido de añadir sus propios trucos en el libro, tras esto salta de un tejado mientras se escucha sonar una alarma y sirenas de policía; la escena concluye con Sly diciendo “Va a ser divertido”.

## Jugabilidad
Sly Cooper es un juego en tercera persona de plataformas que incorpora elementos de los videojuegos de sigilo; de acuerdo con la revista oficial de PlayStation (la PlayStation Magazine), el juego “trata de mezclar en un título de éxito arcade de acción con la saga Splinter Cell” El jugador controla a Sly Cooper, el personaje protagonista, quien ha de adentrarse en las guaridas de cada uno de “los Cinco Malvados” y en las subsecciones de dichas guaridas, evitando sistemas de seguridad y a enemigos que además de atacar cumplen la función de vigilar. A pesar de estar equipado con un bastón para atacar a sus adversarios, Sly puede ser derrotado por éstos de un solo movimiento, lo cual obliga al jugador a ser sigiloso y usar movimientos de defensa, y en la mayoría de los casos, neutralizar al enemigo en silencio.
Para usar los movimientos de sigilo, en el entorno se proporcionan zonas coloreadas con brillos de luz que se identifican en el juego como “estímulos percibidos por Sly como ladrón” que indican al jugador que en esos puntos puede usar los movimientos especiales. Entre estos movimientos que el jugador puede ejecutar, se incluyen la capacidad de desplazarse por cuerdas, saltar a través de plataformas, aterrizar en objetos señalados (como antenas, farolas), escalar por muros, postes, o usar el bastón para agarrarse en anclajes. El jugador debe evitar se detectado por las alarmas, y los sistemas de seguridad, de no hacerlo, sonarán y el jugador habrá de destruir las controladoras, esconderse hasta que se desactiven y sobre todo no acercarse a los sistemas que las alarmas encienden. El juego hace uso de un sistema música dinámica que cambia dependiendo del estado de la alarma: el volumen de la música aumentará y será más frenético a medida que Sly ataque o sea detectado, del mismo modo , la música se calmará cuando el estado de alerta haya pasado.
Cada subsección de las guaridas (excepto en The Cold Heart Of Hate, capítulo 5) alberga un número determinado de botellas con Pistas, dependiendo de la misión, tendrá entre 20 hasta 40 botellas esparcidas por todo el nivel, algunas botellas estarán cajas fuertes que se pueden golpear, otras están ocultas, en la orilla de algún sitio, colgadas o en grupo de 3 a lo mucho, que una vez coleccionadas, le permitirán a Sly abrir una caja fuerte del nivel que contiene una página del Latronius Mapáchivus, páginas con las que Sly puede aprender nuevos movimientos de robo, o combate, tales como crear un señuelo de sí mismo o un sombrero explosivo. Vencer a los jefes de los niveles también le otorga a Sly nuevos movimientos, los cuales son necesarios para superar los niveles posteriores. Hay monedas esparcidas por los niveles, que pueden conseguirse también derrotando a enemigos o destruyendo objetos. Por cada cien monedas recogidas, Sly consigue una Herradura de la Suerte azul, que se vuelve dorada cuando se recogen dos; esta permite a Sly recibir un ataque por cada herradura extra; y al juntar 100 monedas más, una vida adicional. Si Sly pierde una vida, el sub-nivel se reseteará desde el último “repetidor de Bentley” que actúa como punto de control; si el jugador pierde todas las vidas de Sly deberá empezar en esa guarida desde cero. Además del juego principal, hay minijuegos que incluyen conducción (se controla a Murray), disparos (para proteger a Murray mientras éste accede al punto establecido), y un cyber-juego de tanques que representa un sistema informático siendo hackeado por Bentley. Una de las batallas contra los jefes consiste en una secuencia rítmica similar a Dance Dance Revolution.
Los niveles pueden volver a ser jugados en cualquier momento, para así obtener monedas o movimientos adicionales. Una vez el nivel se complete, todas las Botellas con Pistas hayan sido recogidas y el movimiento nuevo se haya desbloqueado, el jugador podrá activar la opción “Contrarreloj” (Master Sprint, “Carrera maestra”) con la cual deberá completar el nivel antes de un tiempo predeterminado. Completando todos las fases con esta modalidad, el jugador desbloqueará contenido artístico adicional.

## Desarrollo
Brian Flemming de Sucker Punch considerado el portador del estilo Toon-shading (“Ensombrecimiento animado”), compara los detallados fondos con los de las películas. Una entrevista con el equipo desarrollador de Sucker Punch revela que tomaron ese camino porque «Queríamos que Sly y su mundo fuese ilustrado, pero que se diferenciase del típico estilo gráfico aplanado.» Para prevenir que el juego se ralentizase por culpa de los frame rates (las tasas de fotogramas por segundo), el equipo «tuvo al menos a un ingeniero trabajando en nada salvo en la puesta en escena de los escenarios durante todo el proceso de desarrollo del videojuego.» El equipo artístico del juego «recopiló cientos de fotografías de zonas dibujadas con el aspecto que querían que tuviesen los niveles que querían crear» para crear los fondos. Los mismos personajes fueron «sometidos a pruebas exhaustivas de seis a ocho veces» antes de que los diseños se considerasen finalizados.
La música se inspiró en el trabajo artístico del juego; Ashif Hakik, compositor de la banda sonora, sostuvo que «las influencias estilísticas proceden de una combinación de elementos seleccionados y de múica instrumental inspirada en los lugares aparecidos en el juego, además de los trabajos similares de Yoko Kanno en Cowboy Bebop , de Henry Mancini y de Carl Stalling.», continuó haciendo notar que «el motor de música interactiva para cada nivel específico que creamos hace considerable que esta jugabilidad es un punto de partida que influirá en la forma en la que será escrita la música.»

Hay dos portadas diferentes para el juego y cada una tiene nombres diferentes, según la región. Sly Raccoon en Europa, y Sly Cooper y el Latronius Mapáchivus en Norteamérica.

### Diferencias según localización
La versión japonesa del juego contiene un tema principal titulado Blackjack, ajustada a una introducción a base de flashes que no tienen ni las versiones norteamericanas ni la PAL. Aunque el grupo intérprete, Tokyo Ska Paradise Orchestra, tiene un distintivo acento japonés, la canción entera está en inglés.
Otra diferencia a notar en la versión japonesa, es que se incluyen secuencias de introducción y cierre alternativas. Estas secuencias son de animación completa, al contrario que la animación limitada al estilo Adobe Flash que se ve en las secuencias originales. Las secuencias alternativas están dibujadas en anime tradicional. La apertura alternativa es desbloqueable en el resto de versiones del juego, pero el final sólo puede desbloquearse en las versiones PAL (entre la que se incluye la española). Los actores de doblaje para la edición en español son; David Bascones Rais para Sly, Miguel Ángel Garzón para Bentley, Miguel Ayones para Murray, Charo Soria para Carmelita Fox, y Ana Isabel Hernando para la señorita Ruby.

## Recepción
| Crítico      | Puntuación           |
| ------------ | -------------------- |
| MetaCritic   | 86/100 (41 críticas) |
| GameRankings | 85% (78 críticas)    |
| IGN          | 8.5/10               |
| GameSpot     | 7.8/10               |
| GameSpy      | 91%                  |

Por lo general, Sly Raccoon fue bien recibido por el mercado de los videojuegos. La mayoría de los críticos alabaron el estilo tan único del juego. GameSpot hizo notar que «el juego tiene un sentido del estilo fantástico que se refleja en todo, desde la animación al moderno y único estilo animado y de polígonos.» Muchos de los críticos también apreciearon la facilidad para aprender los controles y la jugabilidad; IGN mantiene que «[Sly] es increíblemente consecuente con los controles, y aunque su tamaño a veces parezca más grande, y sus brazos y piernas cambien de longitud con el uso del bastón, está capacitado para todo tipo de movimientos de salto y ataque a enemigos con mucha precisión en poco tiempo» Muchos de los críticos aprecieraon la fluidez del juego entre el juego en sí, las escenas, y el resto de los contenidos.
El juego resultó, además, alabado por ser accesible tanto a adultos como a niños.
Una queja común ha sido la de la duración; tal y como fue comentado en las críticas de GameSpot, «el problema principal es que justo cuando te vuelves loco y disfrutas de verdad de la variedad y de la historia del juego, éste se termina.» Los desarrolladores de Sucker Punch replicaron a estos comentarios; Brian Flemming hizo notar que había mucho contenido adicional desbloqueable en las fases, y añadió que «por cada nivel completado [en el modo contrarreloj], se consiguen extras, como comentarios de los diseñadores, los artistas, y los programadores de Sucker Punch, algo a lo que mucha gente ha reaccionado de una forma muy positiva.» El juego también fue citado por ser demasiado sencillo, la firme postura de GameSpot afirmaba que «el juego tiene una relativa facilidad de ser superado, combinada con una duración muy corta, lo cual hace que Sly Cooper no pase a ser un gran platadormas. Pero está muy bien, después de todo.»
Sin embargo, OPM mantuvo que mantenía cierta dificultad; «Hay una agradable sensación al jugar a un título de la vieja escuela como El Latronius Mapáchivus los enemigos son despiadados pero un poco estúpidos, y las plataformas se tornan más difíciles con lo cual avanzar en el juego resulta más arduo» Reviewers also noted some framerate slowdowns in latter levels of the game, as well as some camera control issues.
Las ventas de Sly Raccoon fueron pobres al principio, ensombrecidas por otros títulos de PlayStation 2 del género plataformas que se publicaron alrededor de 2002, como Ratchet & Clank  y Jak and Daxter: The Precursor Legacy. Sin embargo, esto no evitó que el juego cosechará al menos 400.000 ventas en un año, tras lo cual fue incluido en los Sony Greatest Hits (los Grandes éxitos de Sony), y republicado en 2003 a un precio menor. GameSpy consideró a Sly Raccoon el quinto juego en recibir un trato más injusto en la lista del 2003. Del juego se publicaron tres secuelas, Sly 2: Ladrones de Guante Blanco, Sly 3: Honor entre ladrones, Sly Cooper: Ladrones en el Tiempo, siendo las dos primeras obras de la misma compañía, y la última elaborada de la mano de Sanzaru Games. Sly Raccoon fue unificado y remasterizado junto con las dos siguientes inmedatas secuelas en el título The Sly Trilogy para PlayStation 3.
Sly Cooper ganó el premio al “Mejor Personaje Nuevo” y fue nominado al “Excelente en Artes Visuales” en la Game Developer’s Conference de 2003 con respecto al 2002. Además, el personaje de Sly Cooper se considera una mascota de los sistemas PlayStation, al igual que Ratchet & Clank , o Jak & Daxter. En la actualidad, existe una estrecha colaboración de los equipos de desarrollo de las tres series, Sucker Punch, Insomniac Games, y Naughty Dog, lo que ha provocado la inclusión de algunos elementos de la saga Sly Cooper en títulos de dichas desarrolladoras, como por ejemplo, una demo de Sly Raccoon incluida en Ratchet & Clank y Ratchet & Clank 2: Totalmente a tope.